# Exciter Tour
Die Exciter Tour war eine weltweite Konzerttournee der britischen Synthie-Pop-/Synth-Rock-Band Depeche Mode zur Unterstützung ihres zehnten Studioalbums Exciter, das 2001 veröffentlicht wurde.

## Hintergrund
Nach zwei Aufwärmkonzerten begann die Exciter Tour offiziell am 15. Juni 2001 in Montréal und endete am 5. November des gleichen Jahres in Mannheim. Dabei trat die Band erstmals in ihrer Konzertkarriere in Litauen, der Türkei und Kroatien auf.
Insgesamt gaben Depeche Mode auf dieser Tournee 84 Konzerte und spielten vor geschätzten 1,5 Millionen Menschen in 24 Ländern auf. Allein zu ihrem Auftritten in Hamburg und in Leipzig kamen ungefähr 68.000, bzw. 72.000 Zuschauer.
Aufgrund der Terroranschläge am 11. September 2001 drohten das für diesen Tag geplante Konzert in Wien, sowie die Shows danach kurzfristig abgesagt zu werden, letztendlich fanden aber bis auf einen zunächst geplanten Auftritt in der ukrainischen Hauptstadt Kiew alle Konzerte wie geplant statt. Martin Gore erinnerte sich später: „Am 11. September spielten wir in Wien. Und nachdem wir all die Bilder im Fernsehen gesehen hatten, versuchten wir zu entscheiden: ‚Was machen wir? Gehen wir auf die Bühne? Spielen wir heute Abend?‘ Es schien alles ein wenig sinnlos, weiterzumachen und zu singen und zu tanzen. Dave [...] rief seine Frau an, sie leben in New York, nicht weit vom World Trade Center entfernt. Und sie sagte: ‚Natürlich solltest du weitermachen. Deine Musik bringt Freude in die Welt. Du solltest weitermachen.‘ Und ich dachte, das war eine großartige Antwort.“

## Liveaufnahmen
Die beiden Konzerte in Paris am 9. und 10. Oktober 2001 wurden gefilmt und im Mai 2002 unter dem Titel One Night in Paris auf DVD veröffentlicht.

## Setlist

### Beispiel-Setlist
- Easy Tiger (intro)
- The Dead of Night
- The Sweetest Condition
- Halo
- Walking in My Shoes
- Dream On
- When the Body Speaks
- Waiting for the Night
- It Doesn’t Matter, Two oder Sister of Night
- Breathe
- Freelove
- Enjoy the Silence
- I Feel You
- In Your Room
- It’s No Good
- I Feel Loved
- Personal Jesus
- Home
- World Full of Nothing (nur in Mannheim)
- Clean
- Condemnation
- Black Celebration
- Never Let Me Down Again

## Tourdaten
| Nr.                 | Datum               | Stadt               | Land                | Veranstaltungsort                            | Anmerkungen              |
| Leg 1 – Nordamerika | Leg 1 – Nordamerika | Leg 1 – Nordamerika | Leg 1 – Nordamerika | Leg 1 – Nordamerika                          | Leg 1 – Nordamerika      |
| ------------------- | ------------------- | ------------------- | ------------------- | -------------------------------------------- | ------------------------ |
| 1                   | 15. Juni 2001       | Montréal            | Kanada              | Centre Molson                                |                          |
| 2                   | 16. Juni 2001       | Toronto             | Kanada              | Molson Amphitheatre                          |                          |
| 3                   | 19. Juni 2001       | St. Paul            | Vereinigte Staaten  | Xcel Energy Center                           |                          |
| 4                   | 20. Juni 2001       | Milwaukee           | Vereinigte Staaten  | Marcus Amphitheater                          | Milwaukee Summerfest ’01 |
| 5                   | 22. Juni 2001       | Tinley Park         | Vereinigte Staaten  | Tweeter Center                               |                          |
| 6                   | 23. Juni 2001       | Clarkston           | Vereinigte Staaten  | DTE Energy Music Theatre                     |                          |
| 7                   | 24. Juni 2001       | Cuyahoga Falls      | Vereinigte Staaten  | Blossom Music Center                         |                          |
| 8                   | 27. Juni 2001       | New York City       | Vereinigte Staaten  | Madison Square Garden                        |                          |
| 9                   | 28. Juni 2001       | New York City       | Vereinigte Staaten  | Madison Square Garden                        |                          |
| 10                  | 30. Juni 2001       | Philadelphia        | Vereinigte Staaten  | First Union Center                           |                          |
| 11                  | 1. Juli 2001        | Mansfield           | Vereinigte Staaten  | Tweeter Center for the Performing Arts       |                          |
| 12                  | 3. Juli 2001        | Wantagh             | Vereinigte Staaten  | Jones Beach Theater                          |                          |
| 13                  | 5. Juli 2001        | Columbia            | Vereinigte Staaten  | Merriweather Post Pavilion                   |                          |
| 14                  | 7. Juli 2001        | Sunrise             | Vereinigte Staaten  | National Car Rental Center                   |                          |
| 15                  | 8. Juli 2001        | Tampa               | Vereinigte Staaten  | Ice Palace                                   |                          |
| 16                  | 9. Juli 2001        | Atlanta             | Vereinigte Staaten  | HiFi Buys Amphitheatre                       |                          |
| 17                  | 13. Juli 2001       | New Orleans         | Vereinigte Staaten  | Lakefront Arena                              |                          |
| 18                  | 14. Juli 2001       | The Woodlands       | Vereinigte Staaten  | Cynthia Woods Mitchell Pavilion              |                          |
| 19                  | 15. Juli 2001       | Selma               | Vereinigte Staaten  | Verizon Wireless Amphitheater                |                          |
| 20                  | 17. Juli 2001       | Dallas              | Vereinigte Staaten  | Smirnoff Music Center                        |                          |
| 21                  | 19. Juli 2001       | Las Cruces          | Vereinigte Staaten  | Pan American Center                          |                          |
| 22                  | 20. Juli 2001       | Albuquerque         | Vereinigte Staaten  | ABQ Journal Pavilion                         |                          |
| 23                  | 21. Juli 2001       | Greenwood Village   | Vereinigte Staaten  | Fiddler’s Green Amphitheatre                 |                          |
| 24                  | 23. Juli 2001       | West Valley City    | Vereinigte Staaten  | E Center                                     |                          |
| 25                  | 27. Juli 2001       | Portland            | Vereinigte Staaten  | Rose Garden                                  |                          |
| 26                  | 28. Juli 2001       | Vancouver           | Kanada              | Pacific Coliseum                             |                          |
| 27                  | 29. Juli 2001       | George              | Vereinigte Staaten  | The Gorge Amphitheatre                       |                          |
| 28                  | 1. August 2001      | Sacramento          | Vereinigte Staaten  | ARCO Arena                                   |                          |
| 29                  | 3. August 2001      | Concord             | Vereinigte Staaten  | Chronicle Pavilion                           |                          |
| 30                  | 4. August 2001      | Mountain View       | Vereinigte Staaten  | Shoreline Amphitheatre                       |                          |
| 31                  | 5. August 2001      | Santa Barbara       | Vereinigte Staaten  | County Bowl                                  |                          |
| 32                  | 8. August 2001      | Paradise            | Vereinigte Staaten  | The Joint                                    |                          |
| 33                  | 10. August 2001     | Phoenix             | Vereinigte Staaten  | America West Arena                           |                          |
| 34                  | 11. August 2001     | Chula Vista         | Vereinigte Staaten  | Coors Amphitheatre                           |                          |
| 35                  | 14. August 2001     | Los Angeles         | Vereinigte Staaten  | Staples Center                               |                          |
| 36                  | 15. August 2001     | Los Angeles         | Vereinigte Staaten  | Staples Center                               |                          |
| 37                  | 18. August 2001     | Anaheim             | Vereinigte Staaten  | Arrowhead Pond                               |                          |
| 38                  | 19. August 2001     | Anaheim             | Vereinigte Staaten  | Arrowhead Pond                               |                          |
| Leg 2 – Europa      |                     |                     |                     |                                              |                          |
| 39                  | 28. August 2001     | Pirita              | Estland             | Lauluväljak                                  |                          |
| 40                  | 29. August 2001     | Riga                | Lettland            | Skonto stadions                              |                          |
| 41                  | 31. August 2001     | Vilnius             | Litauen             | Vingio parkas                                |                          |
| 42                  | 2. September 2001   | Warschau            | Polen               | Tor Służewiec                                |                          |
| 43                  | 4. September 2001   | Prag                | Tschechien          | Paegas Arena                                 |                          |
| 44                  | 5. September 2001   | Berlin              | Deutschland         | Waldbühne                                    |                          |
| 45                  | 6. September 2001   | Berlin              | Deutschland         | Waldbühne                                    |                          |
| 46                  | 8. September 2001   | Hamburg             | Deutschland         | Trabrennbahn Bahrenfeld                      |                          |
| 47                  | 9. September 2001   | Leipzig             | Deutschland         | Festwiese                                    |                          |
| 48                  | 11. September 2001  | Wien                | Osterreich          | Stadthalle                                   |                          |
| 49                  | 12. September 2001  | Budapest            | Ungarn              | Kisstadion                                   |                          |
| xx                  | 14. September 2001  | Kiew                | Ukraine             | Kyjiwskij Palaz Sportu                       |                          |
| 50                  | 16. September 2001  | Moskau              | Russland            | Sportivnyy kompleks Olimpiyskiy              |                          |
| 51                  | 18. September 2001  | St. Petersburg      | Russland            | Sportivno-Kontsertnyy Kompleks Peterburgskiy |                          |
| 52                  | 19. September 2001  | Helsinki            | Finnland            | Hartwall Areena                              |                          |
| 53                  | 21. September 2001  | Stockholm           | Schweden            | Globen                                       |                          |
| 54                  | 22. September 2001  | Oslo                | Norwegen            | Spektrum                                     |                          |
| 55                  | 23. September 2001  | Kopenhagen          | Danemark            | Parken                                       |                          |
| 56                  | 25. September 2001  | Amnéville           | Frankreich          | Le Galaxie                                   |                          |
| 57                  | 26. September 2001  | Köln                | Deutschland         | Kölnarena                                    |                          |
| 58                  | 27. September 2001  | Köln                | Deutschland         | Kölnarena                                    |                          |
| 59                  | 29. September 2001  | München             | Deutschland         | Olympiahalle                                 |                          |
| 60                  | 30. September 2001  | München             | Deutschland         | Olympiahalle                                 |                          |
| 61                  | 2. Oktober 2001     | Nürnberg            | Deutschland         | Arena Nürnberg                               |                          |
| 62                  | 3. Oktober 2001     | Stuttgart           | Deutschland         | Schleyerhalle                                |                          |
| 63                  | 4. Oktober 2001     | Zürich              | Schweiz             | Hallenstadion                                |                          |
| 64                  | 6. Oktober 2001     | Oberhausen          | Deutschland         | Arena Oberhausen                             |                          |
| 65                  | 7. Oktober 2001     | Antwerpen           | Belgien             | Sportpaleis                                  |                          |
| 66                  | 9. Oktober 2001     | Paris               | Frankreich          | Palais Omnisport de Bercy                    |                          |
| 67                  | 10. Oktober 2001    | Paris               | Frankreich          | Palais Omnisport de Bercy                    |                          |
| 68                  | 11. Oktober 2001    | Frankfurt am Main   | Deutschland         | Festhalle                                    |                          |
| 69                  | 13. Oktober 2001    | Barcelona           | Spanien             | Palau Sant Jordi                             |                          |
| 70                  | 14. Oktober 2001    | Madrid              | Spanien             | Palacio Vistalegre                           |                          |
| 71                  | 17. Oktober 2001    | London              | England             | Wembley Arena                                |                          |
| 72                  | 18. Oktober 2001    | London              | England             | Wembley Arena                                |                          |
| 73                  | 20. Oktober 2001    | Manchester          | England             | Manchester Evening News Arena                |                          |
| 74                  | 21. Oktober 2001    | Birmingham          | England             | National Exhibition Centre                   |                          |
| 75                  | 23. Oktober 2001    | Lyon                | Frankreich          | Halle Tony Garnier                           |                          |
| 76                  | 24. Oktober 2001    | Assago              | Italien             | FilaForum                                    |                          |
| 77                  | 25. Oktober 2001    | Casalecchio di Reno | Italien             | PalaMalaguti                                 |                          |
| 78                  | 28. Oktober 2001    | Marousi             | Griechenland        | Olympiako Klisto Gymnastirio                 |                          |
| 79                  | 30. Oktober 2001    | Istanbul            | Turkei              | Abdi İpekçi Arena                            |                          |
| 80                  | 3. November 2001    | Zagreb              | Kroatien            | Dom Sportova                                 |                          |
| 81                  | 5. November 2001    | Mannheim            | Deutschland         | Maimarkthalle                                |                          |

## Band
- Dave Gahan: Gesang
- Martin Gore: Synthesizer, Gitarre, Hintergrundgesang, Gesang bei It Doesn’t Matter, Two, Sister of Night, Home und World Full of Nothing
- Andrew Fletcher: Synthesizer
- Peter Gordeno: Synthesizer, Hintergrundgesang
- Christian Eigner: Schlagzeug
- Jordan Bailey: Hintergrundgesang
- Georgia Lewis: Hintergrundgesang